# Gaussia
Genre
Classification phylogénétique
Espèces de rang inférieur
- Gaussia attenuata
- Gaussia gomez-pompae
- Gaussia maya
- Gaussia princeps
- Gaussia spirituana

Gaussia est un genre de palmiers de la famille des Arecaceae natif du Mexique, de l'Amérique du Sud ainsi que des Grandes Antilles. Il contient les espèces suivantes :
- Gaussia attenuata
- Gaussia gomez-pompae
- Gaussia maya
- Gaussia princeps
- Gaussia spirituana

## Classification
- Famille des Arecaceae
  - Sous-famille des Ceroxyloideae
    - Tribu des Chamaedoreeae[1]

Ce genre partage sa tribu avec 4 autres genres : Hyophorbe, Synechanthus, Chamaedorea et Wendlandiella.